# خوسيه رامون ساندوفال
خوسيه رامون ساندوفال (بالإسبانية: José Ramón Sandoval) هو مدرب كرة قدم ولاعب كرة قدم إسباني، ولد في 2 مايو 1968 في مدريد في إسبانيا. لعب مع نادي غرناطة.

## وصلات خارجية
- خوسيه رامون ساندوفال على موقع قاعدة بيانات كرة القدم.إي يو (الإنجليزية)
- خوسيه رامون ساندوفال على موقع Soccerway.com (الإنجليزية)